# Tridentea aperta
Tridentea aperta là một loài thực vật có hoa trong họ La bố ma. Loài này được (Masson) L.C. Leach miêu tả khoa học đầu tiên năm 1978.